# Campionat del Món de natació de 2015
El 16è Campionat del Món de natació (en rus: Чемпионат мира по водным видам спорта 2015) se celebraran del dia 24 de juliol al 9 d'agost de 2015 a Kazan, Rússia.
En aquests mundials es disputaran proves de cinc esports diferents (natació, natació sincronitzada, salts i high diving, aigües obertes i waterpolo), que serviran per classificar-se per les olimpiades de Rio 2016.

## Procés de selecció
Kazan va ser seleccionada el dia 15 de juliol de 2011 durant el congrés general bianual de la FINA, a Xangai. La candidatura russa va ser seleccionada per sobre de les de Guadalajara (Mèxic), Mont-real (Canadà), Hong Kong i Guangzhou (Xina).

## Canvi de data
El canvi de dates, desplaçant els campionats a una setmana després, es va prendre per deixar més temps de descans als participans dels jocs Panamericans de Toronto.

## Instal·lacions
| Instal·lació        | Funció                                             | Nre. seients   |
| ------------------- | -------------------------------------------------- | -------------- |
| Kazan Arena Stadium | Cerimònies, Natació i Natació Sincronitzada        | 15.000         |
| Aquatics Palace     | Salts                                              | 3.600          |
| Waterpolo Arena     | Waterpolo. Construcció temporal                    | No especificat |
| Kazanka Venue       | Aigües obertes i High diving. Construcció temporal | No especificat |
| Piscina Burevestnic | Piscina d'entrenament                              | 850            |
| Piscina Olymp       | Piscina d'entrenament                              | 1.000          |
| Piscina Orgsintez   | Piscina d'entrenament                              | 568            |
| Piscina Akcharlak   | Piscina d'entrenament                              | 530            |

## Calendari
| 1 | Nombre de finals |
| ● | Classificatòries |

| Juliol–Agost 2015     | 24 Dv | 25 Ds | 26 Dg | 27 Dl | 28 Dm | 29 Dx | 30 Dj | 31 Dv | 1 Ds | 2 Dg | 3 Dl | 4 Dm | 5 Dx | 6 Dj | 7 Dv | 8 Ds | 9 Dg | Total finals |
| --------------------- | ----- | ----- | ----- | ----- | ----- | ----- | ----- | ----- | ---- | ---- | ---- | ---- | ---- | ---- | ---- | ---- | ---- | ------------ |
| Salts                 | ●     | 2     | 1     | 2     | 2     | 1     | 1     | 1     | 1    | 2    |      |      |      |      |      |      |      | 13           |
| High diving           |       |       |       |       |       |       |       |       |      |      | ●    | 1    | 1    |      |      |      |      | 2            |
| Aigües obertes        |       | 2     |       | 1     | 1     |       | 1     |       | 2    |      |      |      |      |      |      |      |      | 7            |
| Natació               |       |       |       |       |       |       |       |       |      | 4    | 4    | 5    | 5    | 5    | 5    | 6    | 8    | 42           |
| Natació sincronitzada |       | 1     | 2     | 1     | ●     | 1     | 2     | 1     | 1    |      |      |      |      |      |      |      |      | 9            |
| Waterpolo             |       |       | ●     | ●     | ●     | ●     | ●     | ●     | ●    | ●    | ●    | ●    | ●    | ●    | 1    | 1    |      | 2            |
| Finals                |       | 5     | 3     | 4     | 3     | 2     | 4     | 2     | 4    | 6    | 4    | 6    | 6    | 5    | 6    | 7    | 8    | 75           |
| Total acumulatiu      |       | 5     | 9     | 12    | 15    | 17    | 21    | 23    | 27   | 33   | 37   | 43   | 49   | 54   | 60   | 67   | 75   |              |

## Novetats
Com a novetats la FINA ha ampliat el nombre de proves i disciplines seguint amb el procés iniciat als mundials de Barcelona on es va introduir el High diving.

### Salts
En els salts s'han inclòs tres proves noves. Els 3 metres trampolí i els 10 metres plataforma sincronitzats tindran modalitats mixtes. Els 10 metres plataforma també tindran una prova per equips.

### Natació
En la natació s'introdueixen dues proves noves en els relleus. Són les modalitats de 4x100 lliures i 4x100 estils mixtes.

### Natació sincronitzada
En la natació sincronitzada s'introdueixen dues proves noves. Es tracten de les modalitats de duet tècnic mixt i duet lliure mixt.

## Medaller
*   País organitzador
| Posició | País            | Or | Plata | Bronze | Total |
| 1       | R.P. de la Xina | 15 | 10    | 10     | 35    |
| 2       | Estats Units    | 13 | 14    | 6      | 33    |
| 3       | Rússia          | 9  | 4     | 4      | 17    |
| 4       | Austràlia       | 7  | 3     | 8      | 18    |
| 5       | Regne Unit      | 7  | 1     | 6      | 14    |
| 6       | França          | 5  | 1     | 1      | 7     |
| 7       | Itàlia          | 3  | 3     | 8      | 14    |
| 8       | Hongria         | 3  | 3     | 4      | 10    |
| 9       | Suècia          | 3  | 2     | 1      | 6     |
| 10      | Japó            | 3  | 1     | 4      | 8     |
| 11      | Sud-àfrica      | 2  | 3     | 0      | 5     |
| 12      | Alemanya        | 2  | 1     | 4      | 7     |
| 13      | Brasil          | 1  | 4     | 2      | 7     |
| 14      | Corea del Nord  | 1  | 0     | 1      | 2     |
| 15      | Sèrbia          | 1  | 0     | 0      | 1     |
| 16      | Països Baixos   | 0  | 8     | 0      | 8     |
| 17      | Canadà          | 0  | 4     | 4      | 8     |
| 18      | Dinamarca       | 0  | 2     | 2      | 4     |
| 19      | Ucraïna         | 0  | 2     | 1      | 3     |
| 20      | Mèxic           | 0  | 2     | 0      | 2     |
| 20      | Nova Zelanda    | 0  | 2     | 0      | 2     |
| 22      | Polònia         | 0  | 1     | 2      | 3     |
| 22      | Espanya         | 0  | 1     | 2      | 3     |
| 22      | Grècia          | 0  | 1     | 2      | 3     |
| 25      | Jamaica         | 0  | 1     | 1      | 2     |
| 26      | Croàcia         | 0  | 1     | 0      | 1     |
| 26      | Lituània        | 0  | 1     | 0      | 1     |
| 28      | Argentina       | 0  | 0     | 1      | 1     |
| 28      | Belarús         | 0  | 0     | 1      | 1     |
| 28      | Malàisia        | 0  | 0     | 1      | 1     |
| 28      | Singapur        | 0  | 0     | 1      | 1     |
| Total   | Total           | 75 | 76    | 77     | 228   |

## Nacions participants
Participaran un total de 1.104 atletes de 63 nacions diferents
| - Argentina (8) - Austràlia (70) - Àustria (4) - Belarús (4) - Bèlgica (5) - Bolívia (2) - Brasil (83) - Bulgària (1) - Canadà (30) - Xile (3) - R.P. de la Xina (94) - Colòmbia (3) - Illes Cook (1) - Costa Rica (2) - Croàcia (20) - Cuba (5) - Txèquia (11) - Dinamarca (6) - Corea del Nord (14) - Equador (6) - Egipte (6) | - Finlàndia (1) - França (41) - Alemanya (54) - Regne Unit (41) - Grècia (49) - Guatemala (2) - Hong Kong (6) - Hongria (49) - Índia (2) - Indonèsia (2) - Irlanda (1) - Israel (4) - Itàlia (58) - Jamaica (1) - Japó (44) - Kazakhstan (2) - Kenya (1) - Corea del Sud (6) - Lituània (1) - Macau (2) - Malàisia (2) - Mèxic (17) | - Montenegro (17) - Països Baixos (18) - Nova Zelanda (6) - Palestina (1) - Polònia (3) - Portugal (1) - Rússia (51) (Host) - Sèrbia (14) - Eslovàquia (8) - Eslovènia (1) - Sud-àfrica (37) - Espanya (41) - Sudan (2) - Suècia (9) - Suïssa (13) - Síria (1) - Trinitat i Tobago (1) - Tunísia (5) - Ucraïna (11) - Estats Units (97) - Veneçuela (3) |